# Haškovcova Lhota
Haškovcova Lhota è un comune della Repubblica Ceca facente parte del distretto di Tábor, in Boemia Meridionale.